# ポワトゥー

アンシャン・レジーム時代のポワトゥーの位置

ポワトゥーの紋章。ポワトゥー伯であったアリエノール・ダキテーヌの紋章に由来する

ポワトゥー （Poitou）は、フランス王国の州。その領域は現在のヴァンデ県、ドゥー＝セーヴル県、ヴィエンヌ県、シャラント県北部まで及んだ。首都はポワティエである。
ポワトゥーの名は、かつてフランス西岸にあったポワトゥー湾の名残である湿地、ポワトヴァン（Poitevin、カマルグに次いで国内第2の規模の湿地帯）に由来する。
ポワトゥーは様々な起伏からなる異なった地層を共有している。西（低ポワトゥーとヴァンデ）から南東部は古代の山地であり、非常に侵食が進んでいる。冷涼なケイ酸質の丘陵が続く。この地方はボカージュ（ツゲや低木で区切られた草原や畑のこと）が多い。中央部はポワティエのある石灰岩質の台地である。ほぼ平らで、ロワール渓谷へ向けて標高が150mから100mほど下がってゆく。
ポワトゥーは古いパリ盆地とアキテーヌ盆地の移行地帯にあたる。11世紀にはオック語が話されていたが、現在はオート＝ヴィエンヌ県の6コミューンを除いてオイル語の話される地方となっている。そしてポワトゥーは伝統的な屋根の境界線である（北部のスレート屋根に対して南部のタイル屋根）。地名の語尾に-ay、-yと付くのは全域で見られるが、-acとなるのは南東でしか見られない。
地方言語として、ロマンス語に属するポワトゥー語・サントンジュ語（オイル語に属す）がある。